# Aiello (Castel San Giorgio)
Aiello is een plaats (frazione) in de Italiaanse gemeente Castel San Giorgio.